# Río Ajajú
El río Ajajú es un curso de agua en Colombia. Su longitud alcanza 260 km antes de unirse con el río Tunia para formar el río Apaporis. Está ubicado en el departamento de Guaviare, en la parte central del país.
El clima de selva tropical prevalece en la zona. La temperatura media anual en la zona es de 22 °C. El mes más cálido es enero, cuando la temperatura promedio es de 24 °C, y el más frío es junio, con 20 °C. La precipitación media anual es de 3.613 mm. El mes más lluvioso es junio, con un promedio de 452 mm de precipitación, y el más seco es enero, con 100 mm de precipitación.